# Aumento de capacidad

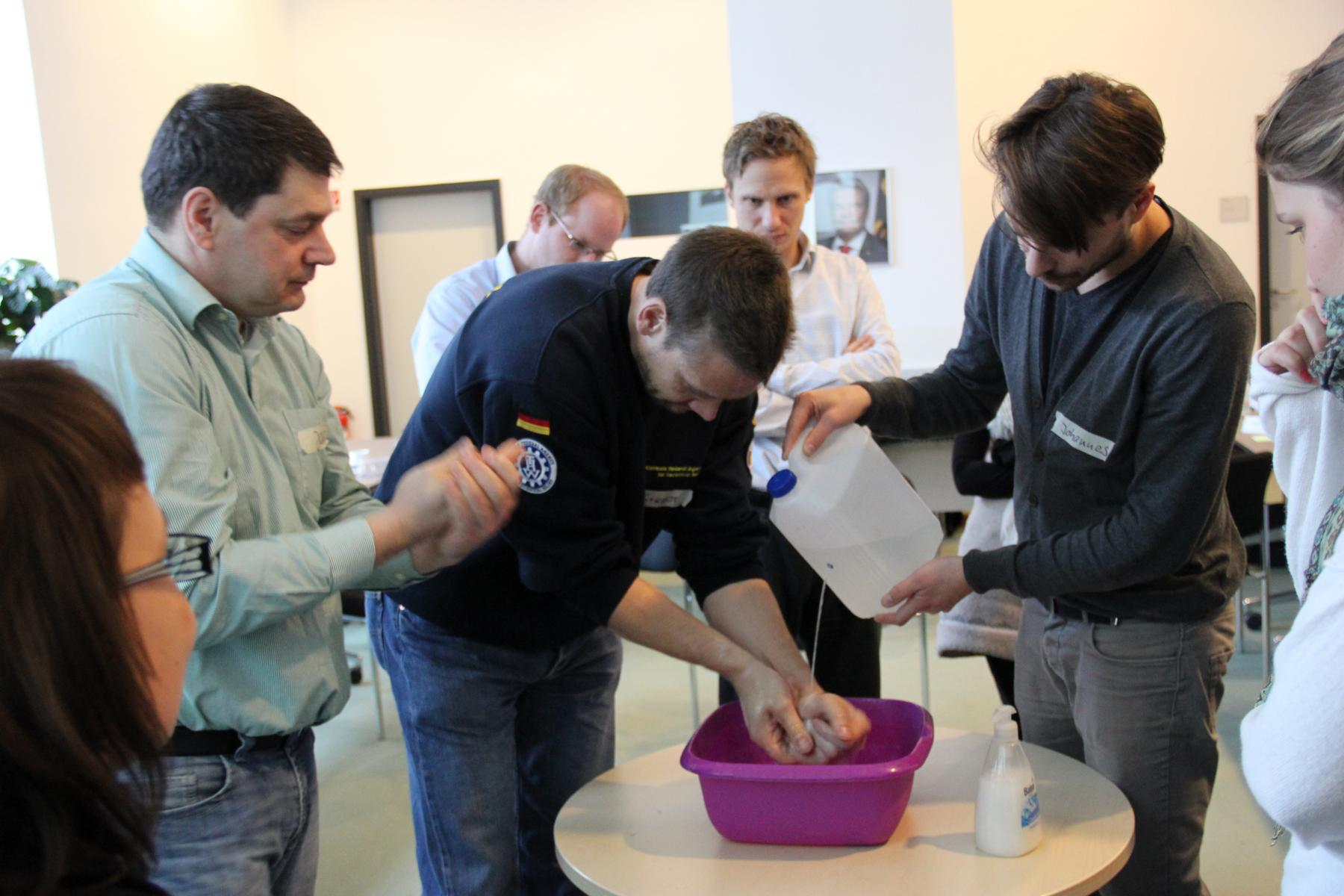
Curso sobre higiene en Berlín

El aumento de capacidad (en inglés capacity building, capacity enhancement, capacity strengthening o capacity development), aumento de capacidades, capacitación, desarrollo de capacidades, incremento de capacidades o refuerzo de capacidades es el proceso mediante el cual las personas y las organizaciones obtienen, mejoran o retienen habilidades, conocimiento, herramientas, equipamiento y otros recursos necesarios para hacer mejor su trabajo. Permite a individuos, instituciones y empresas incrementar su capacidad de actuación (llegar a más gente, hacer cosas que antes no podían hacer, hacer en mayor cantidad cosas que ya hacían, mejorar su eficiencia, etc). Los términos "aumento de capacidades", "refuerzo de capacidades", "capacitación" y otros se utilizan a menudo indistintamente.
En realidad siempre es una actividad de formación, pero en algunos casos puede ir acompañada de la donación de instrumental. Por ejemplo, la capacitación en energía solar de una aldea aislada puede incluir no solamente formación, sino la donación de paneles solares, baterías y el aprendizaje de cómo funcionan y se mantienen. El término empezó a aplicarse a una serie de iniciativas que desde 1950 animaban a la participación activa de los miembros de comunidades locales en el desarrollo social y económico a través de planes nacionales y subnacionales.
Aumentar las capacidades de una comunidad es un planteamiento conceptual hacia el cambio social y de comportamiento, y conduce a desarrollar infraestructuras. Se centra en comprender los obstáculos que dificultan a personas, gobiernos, organizaciones internacionales y organizaciones no gubernamentales (ONG) lograr los objetivos que les permitirán conseguir resultados sostenibles.
El término "capacitación comunitaria" (en inglés community capacity building) surgió en el contexto de desarrollo internacional, durante la década 1991-2000. Hoy día este término figura en los programas de la mayoría de las organizaciones internacionales de desarrollo, como el Banco Mundial, las Naciones Unidas, y organizaciones no gubernamentales internacionales como Oxfam. El extendido uso del término ha llevado a la controversia sobre su significado exacto.
A menudo "capacitación comunitaria" se refiere a fortalecer las habilidades de personas y comunidades, en pequeñas empresas y movimientos locales de base (grassroots), para conseguir sus objetivos y superar cuestiones particulares que pueden causar exclusión. La capacitación de organizaciones es frecuentemente utilizada por ONG y gobiernos para guiar su desarrollo interno y sus actividades.
El aumento de capacidades tiende a tratar las habilidades necesarias como vinculadas a la tarea inmediata. Compárese, por ejemplo, con la educación de los niños, en la que se trata de desarrollar habilidades, como el razonamiento matemático, de manera mucho más desvinculada de las profesiones que esos niños desempeñarán en el futuro. El planteamiento de capacidades de Martha Nussbaum profundiza en esta teoría. Alternativamente, Paul James propone el planteamiento de círculos de vida social.

## Definiciones

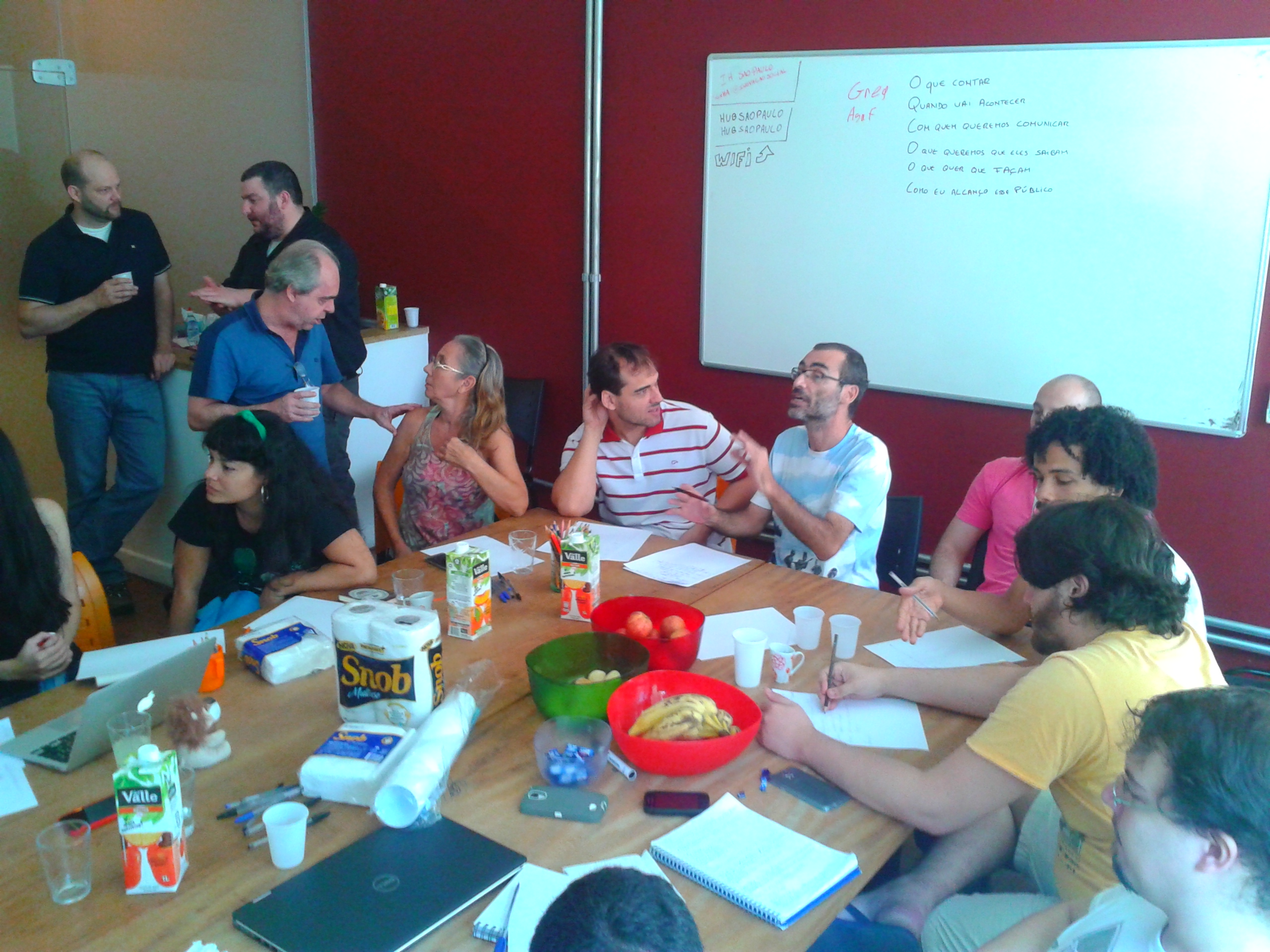
Capacitación comunitaria en Brasil, donde un periodista local que habla portugués fue consultado antes de la formación, respecto a la situación de los medios de comunicación en Brasil.

Muchas organizaciones pueden interpretar la capacitación comunitaria de manera distinta a otras. Algunos métodos de capacitación incluyen captación de fondos, centros de formación, visitas demostrativas, apoyo con la documentación o las tareas administrativas, formación en el puesto de trabajo, consultas y centros de aprendizaje. Los países en desarrollo están adoptando estrategias de capacitación para no depender permanentemente de la ayuda internacional. Es el planteamiento de «no dar el pez, sino enseñar a pescar».
Debe tenerse en cuenta que en este artículo el sustantivo "organización" se usa con dos significados diferentes: como sinónimo de "entidad" (organismo) —El FMI es una organización internacional— y para designar cómo se hacen las cosas o cómo está estructurado algo —El acto fue un fracaso debido a la deficiente organización. En español hay 2 adjetivos (organizativo y organizacional, este último más utilizado) derivados de este sustantivo, que se emplean indistintamente.
El Programa de las Naciones Unidas para el Desarrollo (PNUD) fue uno de los que primero comprendió la relación entre capacitación comunitaria y desarrollo. Desde comienzos del período 1970-1980, el PNUD ofreció guía a su personal y a los países que intentaba ayudar sobre qué se consideraba "construcción de instituciones" (un concepto particularizado de la construcción del Estado).
La Oficina de las Naciones Unidas para la Reducción del Riesgo de Desastres (UNDRR por sus siglas en inglés), anteriormente Estrategia Internacional de las Naciones Unidas para la Reducción de Desastres (UNISDR por sus siglas en inglés), define la capacitación en su ámbito como «el proceso por el cual las personas, las organizaciones y la sociedad sistemáticamente estimulan y desarrollan con el tiempo su capacidad para conseguir objetivos sociales y económicos, a través de la mejora de conocimientos, habilidades, sistemas e instituciones.»
En 1991, el término evolucionó a "capacitación comunitaria". El PNUD define la capacitación comunitaria como un proceso continuo de desarrollo a largo plazo que involucra a todos los actores. Esto incluye ministerios, autoridades locales, organizaciones no gubernamentales, profesionales, miembros de la comunidad, académicos y otros. La capacitación comunitaria aprovecha el potencial humano, científico, tecnológico, organizativo, institucional, agrícola y minero de un país. El objetivo de la capacitación comunitaria es abordar los problemas relacionados con las políticas y los métodos de desarrollo, a la vez que considera los límites potenciales y las necesidades de las personas concernidas. El PNUD resalta que la capacitación comunitaria tiene lugar a escala individual, institucional, social, y no formativa.
- Escala individual: requiere el desarrollo de condiciones que permitan a los participantes individuales acumular y mejorar conocimientos y habilidades. También pide el establecimiento de condiciones que permitirán a los individuos comprometerse en el «proceso de aprendizaje y adaptación al cambio.»[7]
- Escala institucional: ayuda a las instituciones de países en desarrollo que lo requieran. No debería implicar la creación de instituciones nuevas, sino más bien modernizar las existentes y apoyarlas para que tengan estructuras adecuadas, lleven a cabo políticas sólidas y sigan métodos eficaces de gestión y de control financiero.
- Escala social: apoyar el establecimiento de una «administración pública más interactiva que aprende tanto de sus acciones como de la realimentación (sugerencias, quejas, peticiones) que recibe de los administrados.»[8] La capacitación comunitaria debe utilizarse para conseguir gestores públicos que respondan a las demandas de la población y que rindan cuentas. No porque la capacitación comunitaria pueda hacer esto más eficazmente, sino porque son comportamientos deseables en cualquier servidor público, de países en desarrollo o desarrollados.

- Escala no formativa: proporcionar al personal formado un entorno para que rinda óptimamente. Por ejemplo, si para hacer bien el trabajo hacen falta ordenadores, y existe personal con la formación para emplearlos, dárselos y conseguir que funcionen correctamente.

Patrick Wakely (1997) del University College de Londres opinaba parecido al PNUD sobre la naturaleza sistémica de la capacidad. Creía que pensar en la capacitación como simple formación o mejora de los recursos humanos era demasiado limitativo, y que se necesitaba cambiar esa mentalidad. También creía que solo aumentar las capacidades de los individuos no bastaba para conseguir un desarrollo sostenible; se necesitaba además un entorno institucional y organizativo donde esos individuos pudieran aprovechar ese aumento. Los 3 aspectos de la capacitación esenciales para crear mejores ciudades, según Wakely son: mejora de los recursos humanos, mejora organizativa y mejora institucional. 
Wakely define la mejora de los recursos humanos como «el proceso de proporcionar a las personas el conocimiento, habilidades y acceso a la información necesarios para actuar eficazmente». Es aquí donde Wakely cree que se hacen demasiados esfuerzos y énfasis. 
La mejora organizativa estudia los procesos mediante los cuales se consigue hacer las cosas dentro de una organización y efectúa los cambios necesarios para que estos procesos sean más eficientes. 
La mejora institucional consiste en los «cambios de leyes y normativas» necesarios para que las organizaciones aumenten sus capacidades.»
La capacitación comunitaria se define como el «proceso de mejorar y fortalecer las habilidades, instintos, destrezas, procesos y recursos que las organizaciones y las comunidades necesitan para sobrevivir, adaptarse y prosperar en un mundo rápidamente cambiante.»
La capacitación comunitaria es el elemento que da fluidez, flexibilidad y funcionalidad a una organización o programa para adaptarse a las cambiantes necesidades de la población a la que se destina.
La construcción de nuevas infraestructuras o la mejora de las existentes se ha considerado "capacitación económica" porque aumenta la capacidad de cualquier sociedad (desarrollada o en desarrollo) para el comercio, el empleo, el desarrollo y la calidad de vida.

## Historia
El término "capacitación comunitaria" (community capacity building) ha evolucionado de términos anteriores como construcción institucional y desarrollo organizativo. En los períodos 1950-1960 y 1960-1970, estos términos se referían a un desarrollo comunitario centrado en mejorar las capacidades tecnológicas y de autogestión de las poblaciones rurales.
En el período 1970-1980, a consecuencia de una serie de informes sobre desarrollo internacional, se puso énfasis en la capacitación técnica (principalmente sobre abonos, semillas, sistemas de cultivo o riego, maquinaria agrícola, etc.) de áreas rurales, y también en los sectores administrativos de países en desarrollo. En el período 1980-1990 el concepto de desarrollo institucional se amplió aún más. El desarrollo institucional se veía como el proceso a largo plazo de construir las instituciones públicas y privadas, y las ONG, de un país en desarrollo.
Aunque con anterioridad existían precursores al concepto de capacitación, solo a partir del período 1990-2000 se convirtió en un tema fundamental del desarrollo internacional. 
Esto se debió a una confluencia de factores:
- Nuevos planteamientos que promovían el empoderamiento y la participación, como Educación para la conciencia crítica (1973) de Paulo Freire, donde se proclamaba que la educación no podía descender de un profesor omnisciente a un estudiante ignorante, sino que debía conseguirse mediante un diálogo entre iguales.
- Investigación e informes encargados durante el período 1980-1990, como el análisis de capacidades y vulnerabilidades (CVA por sus siglas en inglés, similar en su planteamiento al de fortalezas y debilidades, análisis DAFO), formularon 3 postulados:

- El desarrollo es un proceso por el que se reducen las vulnerabilidades y se aumentan las capacidades.
- Nadie desarrolla a otro.
- Los programas de alivio (por ejemplo la Iniciativa Multilateral de Alivio de la Deuda) nunca son neutros en su impacto en el desarrollo de los destinatarios.

### Cambios en los planteamientos de desarrollo internacional
Durante el período 1980-1990, muchos países de bajos ingresos fueron sometidos a paquetes de "ajuste estructural" (casi siempre recortes del gasto social). La naturaleza neoliberal de estos paquetes aumentó en dichos países la desigualdad de ingreso. En respuesta se aplicó una serie de «ajustes de dimensión social». Las crecientes disparidades de riqueza propiciadas por tales medidas estructurales propiciaron, en países en desarrollo, un aumento de la importancia de las ONG, porque participaban activamente en la provisión de servicios sociales a los pobres.
Posteriormente, en el período 1990-2000, se puso nuevo énfasis en la idea de desarrollo sostenible.

### La capacitación como camino al desarrollo sostenible
Con las crecientes preocupaciones sobre asuntos medioambientales, como el calentamiento mundial, se ha intentado alcanzar el desarrollo sostenible: un desarrollo que, a largo plazo, maximiza los beneficios sociales, económicos, y medioambientales a la vez que protege el planeta. Durante los debates sobre cómo conseguirlo, se ha vuelto un lugar común incluir discusiones sobre dar poder a las comunidades locales, así como «conceptos relacionados de participación, propiedad, agencia y planificación de abajo a arriba.» Para dar autosuficiencia a las comunidades locales (que no dependan de ningún tipo de ayuda), la capacitación se ha vuelto una parte fundamental del desarrollo sostenible. Muchas ONG y organizaciones de desarrollo acaban induciendo que sus comunidades beneficiarias dependan crónicamente de su ayuda, porque realizan proyectos de desarrollo para esas comunidades, en vez de lo que sería deseable, en asociación con ellas.
Informes como el análisis de capacidades y vulnerabilidades e ideas de anteriores décadas, como las de Paulo Freire, resaltaban que «nadie puede desarrollar a otro» y que el desarrollo tiene que ser participativo. Estos argumentos cuestionaron la eficacia de los "programas de provisión de servicios" para conseguir un desarrollo sostenible, abriendo así el camino a hacer más hincapié en la capacitación.
En septiembre de 2000 en Nueva York, 190 países sellaron un compromiso en la Declaración del Milenio con el objetivo de conseguir los Objetivos de Desarrollo del Milenio para 2015. Este compromiso, que ayudó a los países, particularmente a aquellos en desarrollo, a responder rápida y eficazmente a la recesión mundial de entonces, al cambio climático y a otras crisis, ha espoleado un interés renovado por la capacitación y el compromiso con ella.

## En sociedades en desarrollo
Según el plan estratégico para el desarrollo 2008–2013 del Programa de las Naciones Unidas para el Desarrollo (PNUD), la capacitación es la «contribución fundamental de esta organización al desarrollo.» Esto da una idea de la importancia de la capacitación, porque es señalada como la fundamental entre los varios tipos de cooperación al desarrollo. Otros tipos son: la ayuda presupuestaria directa, la donación de comida, la construcción de infraestructuras, etc.
El PNUD promueve un planteamiento de capacitación para el desarrollo en los 166 países donde opera. Se centra en la capacitación a escala institucional y ofrece el siguiente proceso de 6 pasos para capacitar sistemáticamente:
1. Llevar a cabo una valoración de las necesidades de formación (TNA por sus siglas en inglés)
2. Comprometer a todos los actores en la capacitación
Una capacitación eficaz tiene que conseguir la participación de todas las personas implicadas (por ejemplo, no solo quienes van a recibir la formación, sino también sus superiores y sus subordinados). Si todos los actores están implicados y participan, se sentirán más responsables del resultado y de su sostenibilidad. Comprometer a los actores directamente afectados por la situación permite una toma de decisiones más eficaz y también hace el trabajo de desarrollo más transparente. El PNUD y sus socios emplean la concienciación la asesoría sobre políticas para comprometer mejor a los actores.[19]
3. Evaluar las capacidades que se tienen y las que se necesitan
Evaluar, antes de la capacitación, las capacidades que ya existen, a través del compromiso con los actores, permite a los capacitadores ver qué áreas requieren formación adicional, cuáles deberían priorizarse y cómo la capacitación puede incorporarse a las estrategias de desarrollo locales e institucionales. El PNUD sostiene que la capacitación no basada en un estudio amplio y en una valoración de las condiciones preexistentes, se limitará a ser una simple formación, que no facilitará resultados permanentes.
4. Formular una respuesta de capacitación a las necesidades detectadas
El PNUD dice que, una vez se ha completado la valoración antedicha, se debe elaborar una capacitación que responda a ella, basándose en 4 ejes:
Organización institucional
La valoración a menudo encuentra que las instituciones son ineficientes debido a que son malos o débiles los procedimientos, las políticas, la gestión de recursos, la organización, el liderazgo, el marco normativo o la comunicación. El PNUD y sus redes trabajan para arreglar los problemas asociados con la organización institucional mediante la elaboración de marcos de recursos humanos «políticas de cobertura y procedimientos para la incorporación de nuevo personal, su despliegue y transferencia donde es necesario, sistemas de incentivos, desarrollo de habilidades, sistemas de evaluación del rendimiento, moralidad y valores.»[7]
Liderazgo
El PNUD cree que el liderazgo, tanto ejercido por un individuo como por una organización, puede catalizar la consecución de objetivos de desarrollo. El liderazgo fuerte permite una más fácil adaptación a los cambios. Los líderes fuertes también pueden influir en las personas. El PNUD utiliza programas de coaching y mentoría para mejorar habilidades de liderazgo como priorización, comunicación y planificación estratégica.
Conocimiento
El UNDP cree que el conocimiento es el fundamento de la capacidad. Cree que deberían hacerse mayores inversiones para establecer sistemas educativos fuertes y para dar oportunidades de formación continua y mejora de habilidades profesionales. Apoya las reformas en la educación superior, la formación continua y los sistemas nacionales de conocimiento (como bibliotecas, centros de investigación o bases de datos públicas).
Rendición de cuentas
La puesta en práctica de medidas de rendición de cuentas facilita una mayor eficacia y un mejor rendimiento. En cambio, la carencia de estas medidas favorece la proliferación de corrupción en las instituciones. El PNUD promueve el fortalecimiento de los marcos de rendición de cuentas que siguen y evalúan a las instituciones. También promueve organizaciones independientes que las supervisen, sigan y evalúen. Promueve asimismo el desarrollo de capacidades como el alfabetismo y habilidades lingüísticas en sociedades civiles porque permitirán un mayor compromiso en el control de las instituciones.
5. Poner en práctica esa respuesta de capacitación
En aplicar un programa de capacitación deberían participar múltiples sistemas: nacional, local, institucional. Deberían evaluarse continuamente sus resultados y estar atento a las posibilidades de cambio según cambian las situaciones. Para ello tiene que incluir indicadores (por ejemplo el porcentaje de alumnos que aprueban un curso) para medir la eficacia de los programas iniciados.
6. Evaluar los resultados
La evaluación de la capacitación promueve la rendición de cuentas. Los indicadores con los que se mide si la capacitación ha funcionado o no deberían basarse en los cambios en el rendimiento de las instituciones (por ejemplo el número de sentencias anuales dictadas por un sistema judicial donde se ha hecho un esfuerzo de capacitación). Las evaluaciones deberían basarse en cambios en el rendimiento relacionados con los 4 ejes citados: organización institucional, liderazgo, conocimiento y rendición de cuentas.

El PNUD integra este sistema de capacitación en su esfuerzo por alcanzar los Objetivos de Desarrollo del Milenio (ODM, que posteriormente fueron ampliados a los Objetivos de Desarrollo Sostenible, ODS). El PNUD se centra en la capacitación a escala institucional porque cree que «las instituciones están en el corazón del desarrollo humano, y que cuando son capaces de actuar mejor, mantienen esa mejora a lo largo del tiempo, pueden gestionar los choques que sufra el sistema, y pueden aportar más a la consecución de los objetivos de desarrollo de su país.»
No es el único que lo cree: en Por qué fracasan los países, Daron Acemoglu y James A. Robinson sostienen que son las instituciones que rigen un determinado territorio las que lo van a hacer prosperar.
Lant Pritchett, Michael Woolcock y Mate Andrews explican la capacitación en países en desarrollo como un proceso cuatripartito de modernización en las áreas de: 
- Economía: mejora de la productividad
- Colectividad: una agregación de preferencias más exacta (para construir las políticas que intentarán satisfacerlas)
- Sociedad: igualdad de oportunidades y de derechos sociales
- Administración: organizaciones racionales y profesionales

Según esta teoría, llamada de modernización, las mejoras con el tiempo en estas 4 áreas llevan a que un país se convierta en desarrollado. La idea subyacente es que las entidades de ayuda al desarrollo tienen la tarea de facilitar las mejoras en estas 4 áreas para acelerar el proceso de desarrollo o hacer el proceso más equitativo.

## En gobiernos
Uno de las ideas más fundamentales asociadas con la capacitación es la de capacitar a los gobiernos de países en desarrollo para gestionar los problemas asociados con las transformaciones medioambientales y socioeconómicas. Capacitar a un gobierno local, regional o nacional redundará en una mejor gobernanza que puede llevar al desarrollo sostenible. Para evitar el autoritarismo en los países en desarrollo, se ha querido aumentar las capacidades y habilidades de los gobiernos nacionales y locales para que el poder, en lugar de estar concentrado, se difunda a través de todo el aparato estatal. 
La capacitación de gobiernos a menudo implica proporcionarles las herramientas para ayudarlos a cumplir óptimamente sus responsabilidades. Entre estas herramientas está la elaboración de un presupuesto, la recaudación de impuestos, la elaboración y aplicación de leyes, la promoción del compromiso cívico, la transparencia, la rendición de cuentas y la lucha contra la corrupción.
Joel S. Migdal explica que los gobiernos pueden fortalecer los Estados débiles capacitando a través de cambios en los sistemas de propiedad de la tierra, ajuste de métodos impositivos y mejora del transporte. Migdal cita la aprobación por México en 1856 de la Ley de desamortización como ejemplo de establecimiento de derechos de propiedad para fortalecer la capacidad administrativa de un Estado. Los nuevos derechos establecen una estructura social que reduce los conflictos entre ciudadanos (concretamente entre campesinos y terratenientes) y mejoran la producción agrícola. Cambiar la manera en que se recaudan los impuestos también ayuda a superar la debilidad de un Estado. Esto se puede hacer subiendo los impuestos o recaudándolos en efectivo (dinero) en vez de en especie (por ejemplo la décima parte del grano resultante de la cosecha). Migdal cita el ejemplo de Egipto en el siglo XIX, que empezó a recaudar impuestos solo en efectivo, como la razón para el aumento de la capacidad económica que se produjo, porque los agricultores se vieron forzados a acudir más al mercado para conseguir el dinero con el que pagar. También decidieron producir cultivos para la exportación con la finalidad de aumentar sus ingresos de efectivo. Esto proporcionó más ingresos al Estado. Migdal explica asimismo que los nuevos medios de transporte pueden fortalecer la capacidad de un Estado a través de la disminución del aislamiento, lo que lleva a mayores oportunidades económicas porque se reduce el coste de transportar mercancías y se favorece el comercio regional. Migdal cita el ejemplo del ferrocarril en India en 1853 como el medio que permitió crecer un 500 % a la industria de exportación de algodón.
Algunos ejemplos de capacitación de gobiernos de países en desarrollo:
- En 1999, el PNUD apoyó la capacitación del Gobierno de Bosnia y Herzegovina. El programa se centró en fortalecer al gobierno fomentando nuevas capacidades organizativas, gestoras y de liderazgo en algunos de sus dirigentes. Se mejoró la capacidad técnica del gobierno para comunicarse con la comunidad internacional y con la sociedad civil del país.[26]
- Desde el año 2000, organizaciones de desarrollo, como el Programa de Desarrollo Basado en Áreas Nacionales (NABDP por sus siglas en inglés), han intentado mejorar los gobiernos locales de Afganistán capacitando a las personas que los integran. El NABDP imparte formación por todo Afganistán en las áreas donde existen bases para gobiernos locales. El NABDP forma a los líderes comunitarios sobre cómo abordar las necesidades locales de la sociedad. Proporcionar a las débiles estructuras locales de gobierno (a veces informales) la capacidad de tratar los problemas pertinentes, refuerza esas estructuras y las acerca a la institucionalización (respaldarlas con leyes escritas y convertirlas en formales y permanentes). El objetivo de esta capacitación en Afganistán es construir gobiernos locales y proporcionar a estas florecientes instituciones la formación que les permitirá satisfacer las necesidades comunitarias más urgentes. Se forma a los líderes en «gobernanza, resolución de conflictos, igualdad de género, planeamiento de proyectos, realización, gestión, aprovisionamiento, financiación y reducción del riesgo de desastres.»[27]
- El Municipio de Rosario, Batangas, Filipinas proporcionó un ejemplo concreto relacionado con este concepto. Este gobierno municipal aplicó su plan de seguridad humana y ecológica Aksyon ng Bayan Rosario 2001 y más allá utilizando como estrategia fundamental el "planteamiento de necesidades básicas mínimas para mejorar la calidad de vida–sistema de información basado en la comunidad" (MBN-CBIS por sus siglas en inglés) prescrito por el Gobierno de Filipinas. Este planteamiento ayudó al gobierno municipal a identificar familias y comunidades prioritarias para la intervención, así como racionalizar la asignación de sus fondos de desarrollo social. Más importante: capacitando a funcionarios locales, líderes indígenas y otros actores, dio pasos definidos para animar la participación comunitaria en el análisis de la situación, la planificación, el seguimiento y la evaluación de proyectos de desarrollo social.

### Imitación isomórfica
Una forma de capacitación que algunos países en desarrollo han intentado es la imitación isomórfica (isomorphic mimicry en inglés, del griego isos, igual, y morphos, forma). Es similar al concepto de isomorfismo mimético, utilizado en teoría organizativa. La imitación isomórfica es la tendencia de algunos gobiernos a intentar imitar los éxitos de otros copiándoles las políticas. Aunque tal planteamiento puede ser eficaz para solucionar ciertos problemas de desarrollo que tienen una «solución técnica universal», a menudo no tiene en cuenta las realidades políticas y organizativas sobre el terreno, y rinde por ello escasos beneficios. Un ejemplo fallido de esta imitación es la reforma legal en Melanesia. En respuesta a una importante misión de ayuda internacional para mejorar la calidad del sistema judicial, se construyeron una prisión y unos juzgados, que costaron millones de dólares estadounidenses ($). Sin embargo se han utilizado poco porque han faltado la burocracia y los ingresos para apoyar un sistema de justicia caro. Como resumen Haggard et al., la modernización acelerada es una estrategia completamente inapropiada para que el sistema legal funcione mejor, porque estas soluciones a menudo requieren capacidades administrativas que los países en desarrollo no tienen. Otro ejemplo tuvo lugar en Argentina. Durante la crisis económica a finales del período 1980-1990, el gobierno aplicó las políticas fiscales recomendadas por el Fondo Monetario Internacional (FMI) para doblegar la alta inflación que afectaba a la economía. Sin embargo, más que restringir el gasto agregado, el intento de disciplina fiscal únicamente trasladó el gasto de la administración central a las provinciales. Adoptar las buenas prácticas internacionales a menudo no se traduce en cambios positivos; en el caso de Argentina, la imitación trajo pocos cambios a su frágil economía (véase Economía de Argentina).

## En comunidades locales
La capacitación se emplea a nivel local, regional, nacional e internacional. Puede utilizarse para reorganizar y capacitar a gobiernos o a individuos. Donantes internacionales como la Agencia de los Estados Unidos para el Desarrollo Internacional (USAID) consideran a menudo la capacitación como una forma de ayuda para gobiernos de países en desarrollo o para las ONG que trabajan allí. Históricamente esto se ha hecho a través de un contratista estadounidense que identifica a una ONG que trabaje en el país y empieza a apoyar sus sistemas financiero, técnico, de seguimiento y de evaluación. Se capacita a la ONG al convertirse en subimplementador del donante. 
También muchas ONG emplean capacitación orientada a individuos y comunidades locales. En un informe encargado por ONUSIDA y el Fondo Global, ONG individuales expresaron sus necesidades y preferencia porque donantes y gobiernos den mayor espacio a la capacitación. Para individuos y ONG nacionales, la capacitación puede relacionarse con mejora del liderazgo, activismo, oratoria, competencias técnicas, habilidades gerenciales y otras áreas de desarrollo personal y profesional. 
Uno de los problemas más difíciles para capacitar a nivel local es la falta de universitarios en países en desarrollo. Solo entre el 2 y el 5 % de africanos ha terminado la educación superior. Damtew Teferra, del centro de la Universidad de Boston para la educación superior en África, sostiene que ahora más que nunca se necesitan capacitadores locales, y que deberían aumentarse los recursos para programas centrados en mejorar las habilidades locales.
El sector de desarrollo, particularmente en el África subsahariana, tiene muchas décadas de "asesores técnicos internacionales" trabajando con funcionarios gubernamentales y ONG, y siendo sus mentores. Al proporcionar servicios sanitarios, ya sea contra el sida o de salud infantil, las organizaciones comunitarias han sido fundadas, y a menudo cultivadas, a través de la fuerza de su personal y su compromiso para ser líderes nacionales e incluso regionales en sus campos técnicos. Mientras la educación superior es todavía una demanda insatisfecha, hay recursos significativos de personal experimentado. Recientes iniciativas de donantes, como el refuerzo de los sistemas comunitarios, del Fondo Global, o la iniciativa de asistencia técnica a los nuevos socios, del estadounidense PEPFAR (siglas en inglés del plan presidencial de emergencia para la lucha contra el sida), empiezan a abordar las necesidades de capacidad de organización y la mejora de habilidades como parte de la respuesta a las necesidades de salud de un país. Para completar el ciclo de capacitación, el instrumento de apoyo técnico del Fondo Global y de ONUSIDA, así como los equipos de asistencia técnica a organizaciones de la sociedad civil, financiados por dicha iniciativa, están dirigidos y constituidos por nacionales de los propios países donde operan.
Algunos ejemplos de ONG y programas que emplean el término "capacitación" (capacity building) para describir sus actividades a escala local:
- El Centro para el Empoderamiento Comunitario (CCEM por sus siglas en inglés) es una ONG que trabaja en Vietnam para «formar a los formadores» que operan en el sector nacional de desarrollo. El CCEM cree que la sostenibilidad de un proyecto depende del nivel de implicación de los actores,[36] por lo que forman a estos actores en las habilidades necesarias para ser activos en los proyectos de desarrollo y animar la actividad de otros. El CCEM opera proporcionando cursos de una semana para pobladores locales sobre gestión de proyectos, escritura de informes, comunicación, captación de fondos, movilización de recursos, análisis y planificación.[37] El CCEM no crea proyectos físicos, sino que capacita a los actores para que, por sí mismos, planeen, analicen y lleven a cabo proyectos.[38]
- Naves de Esperanza es una ONG sanitaria cristiana que proporciona otro ejemplo de capacitación específica:[39] se centra en las capacidades existentes y construye sobre ellas.[40] Por ejemplo formando a doctores y enfermeras en nuevas tecnologías y procedimientos. También capacita en liderazgo a través de talleres para profesores, sacerdotes y otros dirigentes comunitarios. Los dirigentes son entonces formados en otras áreas como cuidado y construcción de pozos higiénicos.[16]

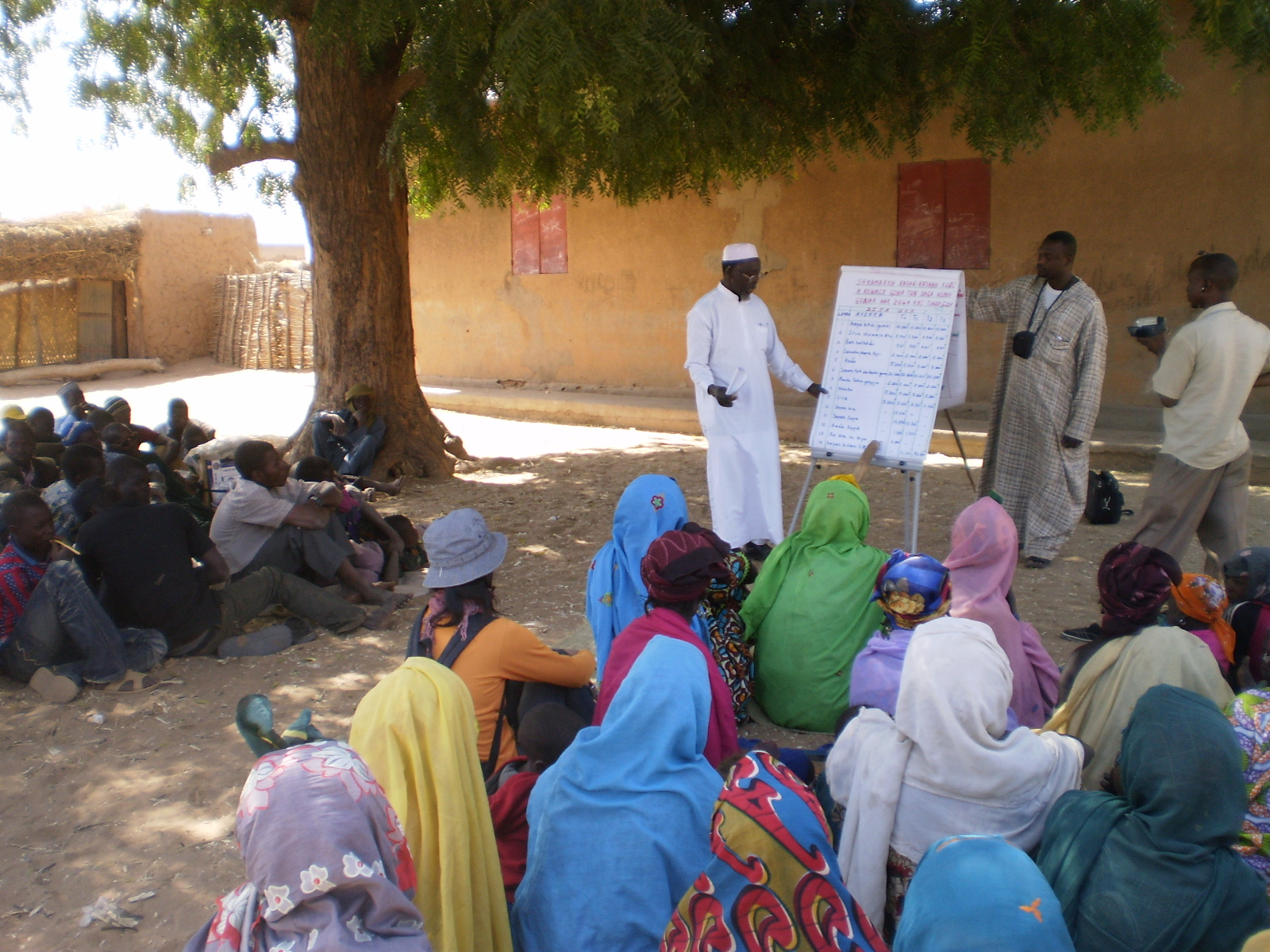
Curso de formación sobre saneamiento productivo dentro del proyecto Aguié, Níger

## En ONG
El desarrollo social de los países en desarrollo depende a menudo de la eficacia de las organizaciones que trabajan allí. La capacitación organizativa se centra en mejorar las capacidades de las organizaciones, específicamente ONG. Los fallos en el desarrollo a menudo se deben a la incapacidad de una organización para suministrar el servicio prometido. La capacitación de ONG a menudo supone mejorar habilidades como toma de decisiones, formulación de políticas, evaluación y aprendizaje. No es extraño para los donantes financiar la capacitación de las propias ONG, aunque lo habitual es financiar la capacitación de organismos estatales del beneficiario. Para las organizaciones, la capacitación puede relacionarse con casi cualquier aspecto de su trabajo: gobernanza, liderazgo, misión y estrategia, administración (incluidos recursos humanos, gestión financiera y cuestiones legales), elaboración y aplicación de programas, captación de fondos y generación de ingresos, diversidad, asociación y colaboración, evaluación, presión y cambios de políticas, mercadotecnia, posicionamiento o planificación. Capacitar a una ONG puede ser la manera de que cumpla su misión y así sobreviva. Es un proceso en marcha que incita a las organizaciones a reflexionar continuamente sobre su trabajo y su liderazgo, y asegura que están cumpliendo la misión que se propusieron.
Alan Kaplan, que ha trabajado en desarrollo internacional y destacado conocedor de ONG, afirma que capacitar a organizaciones implica aumentar sus activos tangibles e intangibles. Por ejemplo, una organización necesita ordenadores nuevos. Se la capacita donándoselos y enseñando a su personal a usarlos. Los activos tangibles (los ordenadores) han aumentado, pero también los intangibles (los conocimientos del personal). Sostiene Kaplan que para que las ONG puedan capacitar eficazmente en áreas en desarrollo, primero tienen que centrarse en conseguir una forma eficaz de trabajar mejorando intangibles como:
Marco conceptual
La comprensión del mundo por parte de una organización. «Un conjunto coherente de conceptos que permiten a la organización dar sentido al mundo que la rodea, para situarse en ese mundo y tomar decisiones respecto a él.»
Actitud organizativa
La forma en que una organización se ve a sí misma. Kaplan afirma que una organización no debe verse como víctima de las injusticias del mundo, sino como un agente de cambio y progreso.
Visión y estrategia
La forma en que la organización cree que va a evolucionar el mundo y qué debe hacer para contribuir a una evolución positiva o frenar otra negativa.
Estructura organizativa
Un conjunto claro de relaciones (jefes-subordinados y jefes-jefes) donde no se obstaculiza el flujo de comunicación, y cada actor entiende y cumple su función y responsabilidad.
Kaplan sostiene que las ONG que elaboran un marco conceptual y que tienen buenas actitud organizativa, visión, estrategia y estructura, tienden más a reflexionar sobre sí mismas y ser críticas, dos cualidades que permiten una capacitación más eficaz. Aunque afirma que estas cualidades son de suma importancia, Kaplan dice que otras cualidades, como habilidades, y recursos materiales, como herramientas o manuales, también son imperativos.
Otro aspecto de la capacitación organizacional es la habilidad de una entidad para, en cada momento, valorar correctamente lo que más se necesita y lo que es más eficaz, y cambiar según esta valoración.

## Evaluación
Desde el advenimiento de la capacitación comunitaria como el tema dominante de la ayuda internacional, los donantes y quienes trabajan para el desarrollo han luchado para crear un mecanismo sencillo que mida la eficacia de esta capacitación. En 2007 David Watson elaboró criterios concretos para unos eficaces evaluación y seguimiento de la capacitación. Watson se quejaba de que el método tradicional de controlar a las ONG, basado principalmente en un marco de resultados lineales, no es suficiente para evaluar la capacitación. Argumenta que para evaluar la capacitación de una ONG se debería utilizar una combinación de resultados de sus actividades con la mejora de la propia ONG y su cooperación con otras entidades. Watson estudió 18 estudios de caso de evaluaciones de capacitación y observó que se controla lo siguiente:
- La claridad de la misión especificada por la ONG. Esto implica evaluar sus objetivos y cómo los entiende todo su personal.
- El liderazgo de la ONG. Esto implica evaluar qué poderes tiene y cómo de bien anima a experimentar, a reflexionar sobre la propia entidad, y a cambiar las estructuras y los planteamientos de los equipos.[42]
- El aprendizaje dentro de la ONG. Esto implica evaluar con qué frecuencia reflexiona eficazmente sobre sí misma y se valora. También implica evaluar cuánto "aprende de la experiencia" y si promueve esta idea.
- La importancia que la ONG da a la formación en el puesto de trabajo, específicamente a través de planteamientos prácticos.
- Los propios procesos de control de la ONG. Esto implica evaluar lo bien que se autocontrola y si anima a aprender de los errores.

En 2007 USAID publicó un informe sobre el seguimiento y el control de la capacitación que realizaba. Según él, USAID controla:
- los objetivos de los programas,
- la recogida de datos,
- los informes de progreso,
- los vínculos entre los proyectos y las actividades de una organización y

- sus objetivos,
- un programa, o
- los indicadores medibles de la organización.

USAID evalúa por qué se consiguieron los objetivos, o por qué no, y las contribuciones globales de los proyectos. Examina resultados cualitativos, (más difíciles de medir que los cuantitativos), recoge los resultados inesperados, y revisa los informes sobre lecciones aprendidas. USAID Utiliza 2 tipos de indicadores de progreso: "indicadores de salida" (output) e "indicadores de resultado" (outcome). Los primeros miden cambios inmediatos provocados por la capacitación, como el número de personas que asistieron a un taller de manejo de semillas. Los segundos miden el impacto, como el aumento en la producción de grano del pueblo donde se celebró el taller.

## Lista parcial de las entidades que proporcionan capacitación

### Instituciones europeas
- Comisión Europea

### Naciones Unidas
- Organización de las Naciones Unidas para la Alimentación y la Agricultura (FAO)
- Fondo Monetario Internacional (FMI)
- Programa Conjunto de las Naciones Unidas sobre el VIH/sida (ONUSIDA)
- Convención Marco de las Naciones Unidas sobre el Cambio Climático (UNFCCC)
- Organización de las Naciones Unidas para el Desarrollo Industrial (UNIDO)
- Programa de las Naciones Unidas para el Desarrollo (PNUD)
- Banco Mundial (BM)
- Organización Mundial de Aduanas (OMA)
- Federación Mundial de Organizaciones de Ingeniería (WFEO)
- Programa Mundial de Alimentos (PMA)
- Organización Mundial del Turismo (OMT), a través de su fundación Themis[44]

## Otros usos del término "aumento de capacidad"
En español es habitual emplear esta expresión, fuera de un contexto de actuaciones en países en desarrollo, para referirse a los efectos de la ampliación de una infraestructura, por ejemplo una carretera o un aeropuerto. En estos casos, "capacidad" siempre va en singular. En cambio, cuando se habla de "aumento de capacidades", casi siempre se refiere a personas.

## Para saber más
- Barnes, Nancy (2003). «A Challenging Experience in Organization Development: A Guidebook». Jerusalem Water Undertaking. Archivado desde el original el 31 de julio de 2013.
- Boice, Jacklyn P. (June 2005). «Better Building Blocks». Advancing Philanthropy 50: 16-19.
- Chandler, Susan (2003). «Writing Proposals for Capacity Building». Grantsmanship Center Magazine 50: 21-22.
- James, Paul (2018). «Creating Capacities for Human Flourishing: An Alternative Approach to Human Development».  En Paola Spinozzi and Mazzanti Massimiliano, ed. Cultures of Sustainability and Wellbeing: Theories, Histories, Policies. Routledge.
- Nussbaum, Martha C., Creando Capacidades: La Aproximación de Desarrollo Humana, Harvard Prensa Universitaria, 2011
- Potter, Christopher; Brough, Richard (2004). «Systemic capacity building: a hierarchy of needs». Health Policy and Planning 19 (5): 336-347. ISSN 0268-1080. OCLC 775134582. PMID 15310668. doi:10.1093/heapol/czh038.
- Wagner, Lilya D. (June 2003). «Why Capacity Building Matters and Why Nonprofits Ignore It». New Directions for Philanthropic Fundraising 2003 (40): 103-111. doi:10.1002/pf.36.
- «Supporting Capacity Building: The UNDP approach». United Nations Development Programme. 2009. Archivado desde el original el 25 de febrero de 2020. Consultado el 20 de abril de 2020.